# Le Meix-Saint-Epoing
Le Meix-Saint-Epoing är en kommun i departementet Marne i regionen Grand Est (tidigare regionen Champagne-Ardenne) i nordöstra Frankrike. Kommunen ligger i kantonen Esternay som tillhör arrondissementet Épernay. År 2022 hade Le Meix-Saint-Epoing 295 invånare.

## Befolkningsutveckling
Antalet invånare i kommunen Le Meix-Saint-Epoing
| Referens: INSEE |